# Xiomara Abello
Xiomara Abello   (Castelló de la Plana, 1988) [sjo'mara a'βeʎo] és una guitarrista, compositora, cantautora, professora i filòloga d'arrels valencianes i veneçolanes. Vinculada familiarment a Santa Magdalena de Polpís (Baix Maestrat), el seu treball artístic s'inspira en el món rural, les tradicions del País Valencià i el folklore llatinoamericà. Paral·lelament, es manté vinculada al sector agroecològic i les iniciatives en defensa de la terra.

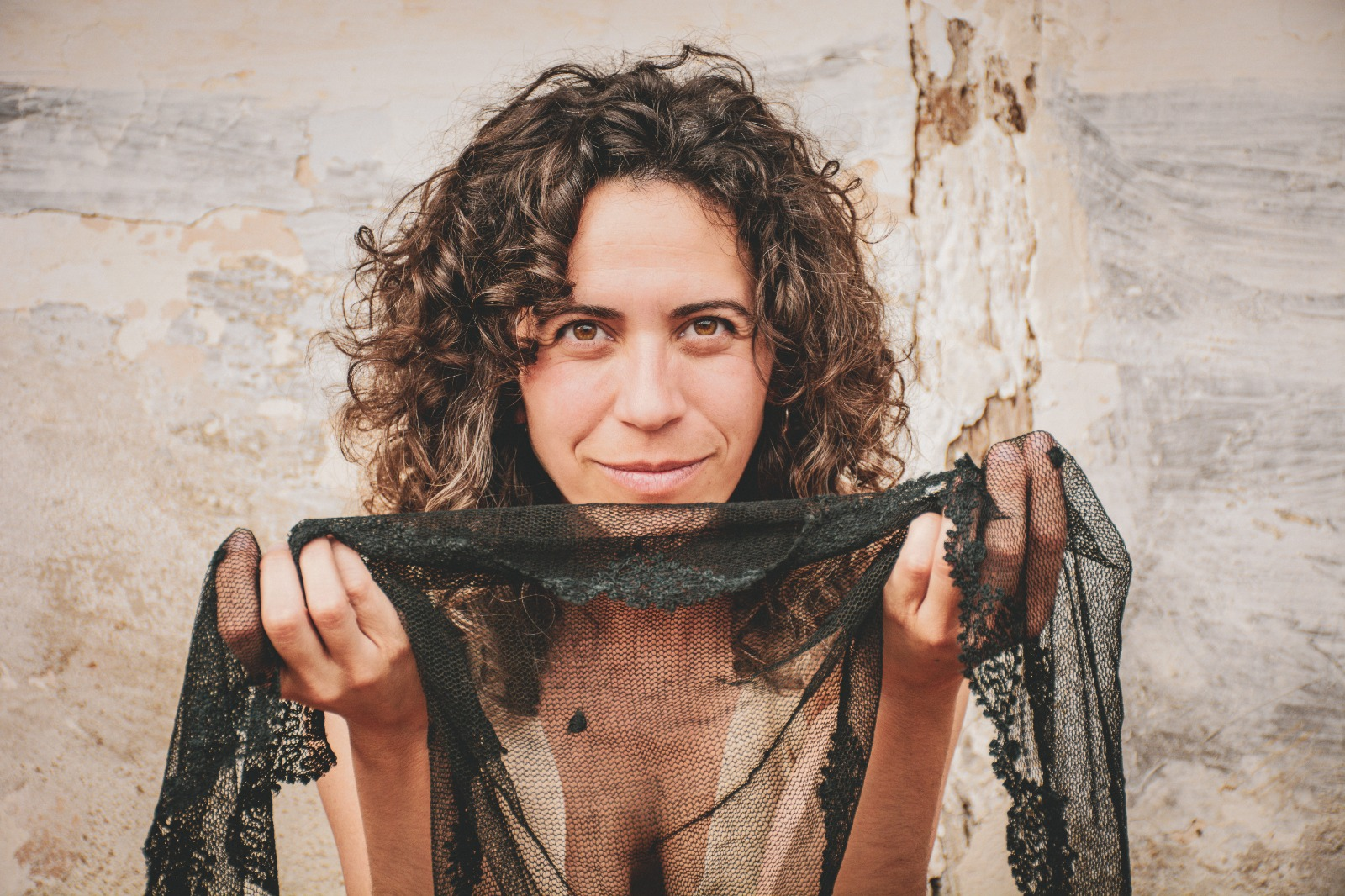
Una de les imatges del seu darrer treball (2025).

Ha publicat dos LP a nom propi (Entre teles i Flor de xicoia) i actualment es troba treballant en el tercer, So de saó, previst per a finals de 2025.

## Formació acadèmica
Xiomara Abello Lacruz va començar els seus estudis de guitarra als set anys, a l'escola de música Taller3. Posteriorment,  va continuar la seva formació de guitarra clàssica amb Manuel Babiloni al Conservatori de Castelló. Als setze anys va interessar-se pel jazz de la mà de Fernando Marco i, més tard, es va graduar en aquesta especialitat al Conservatori Superior de Música Joaquín Rodrigo de València. Al mateix temps, es llicenciava en filologia anglesa per la Universitat Jaume I de Castelló de la Plana.
En l'àmbit no formal, va rebre classes de cant amb Judit Neddermann i Ángela Furquet. També va estudiar folklore veneçolà amb Néstor Viloria i tres cubà amb Yarima Ramos, "tresera" del grup Anacaona.
El seu interès per l'agricultura la va portar a cursar, l'any 2021, el postgrau en Dinamització Local Agroecològica (DLAe) impulsat pel col·lectiu Arran de Terra i la Universitat Autònoma de Barcelona.

## Trajectòria artística i musical

### Cantautora
Després de traballar molts anys com a guitarrista de jazz, en 2019 publica el seu primer àlbum Entre teles (Ànima Records) on es reflecteixen les diferents influències estilístiques fins al moment, com ara les lletres de Sílvio Rodríguez, alguns referents del son cubà, la música popular brasilera o el jazz.  Aquest àlbum li va permetre realitzar una gira per Argentina, Colòmbia i Mèxic dins el festival Sonamos Latinoamérica.
Fruit d'aquesta gira, en 2021 publica Flor de xicoia (Ànima Records), reflectint el treball de recerca i col.laboratiu realitzat durant els mesos per llatinoamèrica i on el folklore dialoga amb lletres que parlen de la terra, els origens i les inquietuds del viatge.
Al 2022, arran d'una beca concebuda per l'Institut Ramon Llull, el Festival Polirítmia i la Sala Musicbox de Lisboa, crea el projecte De València a Lisboa junt amb la cantautora portuguesa Bia Maria, el qual és presentat tant a la capital portuguesa com a València.
Un any després, decideix adaptar algunes de les seues peces per a ser interpretades amb banda simfònica. És així com naix De bandes i volades, una proposta que s'estrena el 2023 junt ambla banda municipal de Sta. Magdalena de Polpís i amb arranjaments realitzats per Diego Barberà, que reflexiona entorn a la tradició i els moviments entre territoris.

### Guitarrista i compositora

#### Música per a teatre
A banda de composar les seues pròpies cançons, Abello ha escrit per a diferents obres de teatre:
- 2017: El Castell de Naips (Xiomara Abello)
- 2021: Fins que s'escolten les veus (Xiomara Abello i Núria Porcar)
- 2024: Dones de flors i herbes (co. La Fanga Escènica)

#### Gira "No s'apaguen les estreles"
A banda de les diferents formacions amb les que ha treballat com a guitarrista de jazz, l'any 2021 es dedica a girar junt amb Xavi Sarrià el projecte "No s'apaguen les estreles" com a guitarrista i cantant.

### Premis i reconeixements
- 2024: Programa d'Investigació en Pràctiques Artístiques Contemporànies TXIMIST.
- 2023: Residència artística concebuda per l'Institut Ramon Llull, el Festival Polirítmia i la Sala Musicbox de Lisboa.
- 2021: Premis Carles Santos. Nominació de Flor de xicoia com "Millor disc de fusió i mestissatge".
- 2018: Premi del públic del concurs Cantautors amb la Veu Petita de Benicarló amb la cançó "Pena, aigua, aire".
- 2018: Premi del públic del Certamen de Joves Cantautors Ciutat de Xàtiva.[3]

## Discografia
| Any  | Títol          | Notes                                                                                                  |
| ---- | -------------- | --- |
| 2019 | Entre teles    | |
| 2021 | Flor de xicoia | |
| 2021 | Inventari      | Col.laboració en l'àlbum Pell de Borja Penalba i Mireia Vives                                          |
| 2023 | Balansiya      | Col.laboració amb Xavi Sarrià, Pep "Gimeno Botifarra", Noelia Llorens "Titana", Rafel Arnal i La Maria |